# Ciné-Girl
Ciné-Girl est un film français réalisé par Francis Leroi, sorti en 1969.

## Fiche technique
- Titre : Ciné-Girl
- Réalisation : Francis Leroi
- Scénario et dialogues : Francis Leroi
- Conseiller technique : Claude Chabrol
- Photographie : Pierre Levent
- Son : Yves Saint-Martin
- Montage : Liliane Korb
- Musique : Daniel White
- Société de production : T.E.C.
- Tournage : du 18 septembre au 6 octobre 1967
- Pays d'origine :  France
- Durée : 90 minutes
- Date de sortie : 
  - France : 14 mai 1969

## Distribution
- Daniel Bellus : Daniel
- Christine Guého : la ciné-girl
- Henri-Jacques Huet : Gérard
- Régine Motte : Danielle
- Monique Barbillat : Mouna
- Christian Baux : Paulo
- Tanner Celensu : Tanner
- Michel Rocher : Albert
- Christian Le Guillochet : Michaël
- Juliet Berto
- René Gilson